# Spłaszczenie konarów jabłoni
Spłaszczenie konarów jabłoni (ang. rubbery wood of apple) – choroba jabłoni wywoływana przez Apple rubbery wood (ARW).

## Występowanie i objawy
Apple rubbery wood opisywany jest jako nieznany patogen, fitoplazma (dawniej mykoplazma), wirus lub wiroid. Choroba znana jest w USA, Afryce, Australii, na Nowej Zelandii oraz we wszystkich krajach Europy poza Finlandią i Węgrami. W Polsce jest rzadka, opisano jej występowanie głównie na odmianie 'Idared'.
Objawy pojawiają się na dwu- trzyletnich pniach i gałęziach. Są to zniekształcenia mające postać spłaszczeń lub rynienkowatych bruzd i zagłębień. Początkowo są niewielkie, ale pogłębiają się w miarę rozwoju choroby. Przyczyną ich powstania jest zaburzenie funkcjonowania kambium. Później następują zaburzenia w tkance przewodzącej. W zagłębionych miejscach brakuje naczyń, zaburzone jest również różnicowanie się elementów łyka. Na zagłębionych miejscach kora jest cienka i często pęka, co zwiększa podatność jabłoni na uszkodzenia mrozowe i inne choroby, zwłaszcza na raki. Na poprzecznym przekroju drewna można dostrzec jego zamierające z jednej strony i przerośnięte z drugiej strony pędu fragmenty. Choroba jest szczególnie niebezpieczna dla podkładek, w licznych przypadkach prowadzi do ich obumarcia.

## Zapobieganie
Patogen przenoszony jest podczas okulizacji i szczepienia. Objawy pojawiają się czasami po 8 miesiącach od infekcji, zwykle po roku lub 2 latach, ale czasami nawet po 15 latach. Porażonych konarów i pni nie można wyleczyć. Jedynym sposobem zapobiegania chorobie jest sadzenie zdrowych sadzonek i używanie do okulizacji i szczepienia zdrowych oczek, zrazów i podkładek. Chore gałęzie należy wycinać poniżej miejsca porażonego.